# Michael Storm
Michael Storm   (comtat d'Arlington, 22 d'agost de 1959) és un pentatleta estatunidenc, ja retirat, guanyador d'una medalla olímpica.
El 1984 va prendre part en els Jocs Olímpics d'Estiu de Los Angeles, on disputà dues proves del programa de pentatló modern. Junt a Robert Losey i Dean Glenesk guanyà la medalla de plata en la competició per equips, mentre en la competició individual fou cinquè. Destacat esgrimidor, en el seu palmarès també destaca el campionat dels Estats Units júnior d'espasa de 1978.
El 1986 es va graduar en art a la Universitat de Pennsilvània i el 1989 ho va fer a l'Escola de Negocis de Harvard.